# Must Get Out
Must Get Out is een nummer van de Amerikaanse poprockband Maroon 5 uit 2002. Het is de vijfde en laatste single van hun debuutalbum Songs About Jane.
Het nummer haalde geen hitlijsten in de Verenigde Staten, het thuisland van Maroon 5. In het Verenigd Koninkrijk haalde het een bescheiden 39e positie. Verder haalde "Must Get Out" ook in Ierland, Zuid-Afrika en Nieuw-Zeeland de lijsten, maar het nummer had het meeste succes in Nederland, waar het de 8e positie haalde in de Top 40.